# BE Junior Circuit 2021
Der BE Junior Circuit 2021 (Abkürzung für Badminton Europe Junior Circuit 2021) war die 21. Auflage des BE Junior Circuits im Badminton.

## Turniere
| Turnier                       | Datum .                |
| ----------------------------- | ---------------------- |
| Ukraine Juniors               | 13.–16. Mai 2021       |
| Spanish Juniors               | 11.–13. Juni 2021      |
| Russian Juniors               | 1.–4. Juli 2021        |
| Bulgarian Juniors             | 12.–14. Juli 2021      |
| Bulgarian Junior Open         | 5.–8. August 2021      |
| Turkey Juniors                | 9.–12. August 2021     |
| Spanish Junior Open           | 20.–22. August 2021    |
| Hungarian Juniors             | 27.–29. August 2021    |
| Danish Junior Cup             | 27.–29. August 2021    |
| Stockholm Juniors             | 10.–12. September 2021 |
| Alpes International U19       | 17.–19. September 2021 |
| Slovenian Juniors             | 17.–19. September 2021 |
| Belgian Juniors               | 24.–26. September 2021 |
| Croatian Juniors              | 8.–10. Oktober 2021    |
| German Ruhr U19 International | 14.–17. Oktober 2021   |
| Denmark Juniors               | 21.–24. Oktober 2021   |
| Finnish Juniors               | 29.–31. Oktober 2021   |
| Lithuanian Juniors            | 3.–4. November 2021    |
| Czech Juniors                 | 19.–21. November 2021  |
| Portuguese Juniors            | 3.–5. Dezember 2021    |